# Burg Roßbürg
Die Burg Roßbürg, auch Rosseburg genannt, ist eine abgegangene Wasserburg im Weiler Roßbürg der Gemeinde Wallhausen im Landkreis Schwäbisch Hall in Baden-Württemberg.
Die Wasserburg vom Burgentypus der Turmhügelburg (Motte) wurde 1345 als „Rosseburg“ erstmals erwähnt und wurde 1354 von den Herren von Wollmershausen gekauft, die Anfang des 15. Jahrhunderts zeitweilig darin wohnten. Zur Burg gehörten Teile von Asbach, Kühnhard, Limbach und Schönbronn. 1449 wurde die Burg im Städtekrieg zerstört. Der heutige Burgstall zeigt noch Reste von Graben und Wall.